# Giuseppe Bertoloni
Giuseppe Bertoloni (Sarzana, 16 settembre 1804 – Bologna, 15 dicembre 1878) è stato un botanico ed entomologo italiano.

## Biografia
Figlio di Antonio e Maddalena Fenucci, si laureò in medicina all'Università di Bologna il 7 giugno 1828. Nel 1837, subentrò al padre alla guida della cattedra di botanica.
Nel corso della sua carriera raccolse materiale per tre ricchissime collezioni: un erbario della flora bolognese; un altro erbario di piante esotiche, ereditato in parte dal padre e da lui arricchito con contributi di botanici da diverse parti del mondo; una raccolta entomologica di rari insetti del Mozambico, oggi conservata nel Museo di zoologia dell'Università di Bologna.

## Opere
- Descriptio novae speciei e coleoplerorum ordine, 1837
- Dissertatio de insectis qua hyeme et vere annorum 1832-1837 Sata Tritici vastarunt in arvis Italiae, 1837
- Esposizione di due fatti dai quali i geologi possono trarre lumi per ispiegare l'oscura origine del gesso idrato solfato di calce idrato delle colline bolognesi del professore Giuseppe Bertoloni, 1838
- Sul trapiantamento degli alberi, 1840
- Commentarius de Bupreste Fabricii deque damnis ab eruca eius illatis, 1841
- De Botyde Silaceali deque damno quo afficit Cannabim Sativam L., 1842
- Illustratio rerum naturalium Mozambici. Dissertatio I. De Coleopteris., 1849
- Coleoptera nova Mozambicana., 1855
- Notizie intorno alle piante spontanee dei monti Porrettani., 1865
- Vegetazione dei monti di Porretta e dei suoi prodotti vegetali, 1867

| G.Bertol. è l'abbreviazione standard utilizzata per le piante descritte da Giuseppe Bertoloni. Consulta l'elenco delle piante assegnate a questo autore dall'IPNI. |